# Ventricle dret
El ventricle dret és una de les quatre cambres del cor humà. Rep la sang provinent de l'aurícula dreta i l'impulsa cap als pulmons a través de l'artèria pulmonar. La sang entra al ventricle dret a través de l'orifici auriculoventricular dret, on es troba la vàlvula tricúspide.

## Anatomia
Podem dividir la cavitat del ventricle dret en dues cambres:
- Cambra d'entrada a la cavitat ventricular: pol venós del ventricle dret.
- Cambra de sortida: pol arterial.

Separant ambdues cambres s'hi troba un envà incomplet, format per:
- Valva anterior de la tricúspide.
- Múscul papil·lar anterior.
- Bandeleta ansiforme (de Poirier) o trabècula septo-marginal o moderator band: pel seu interior s'hi troba la branca dreta del feix de His.
- M. de Lancisi.

### Musculatura
El ventricle dret impulsa la sang gràcies a la contracció dels músculs papil·lars:
- Múscul papil·lar anterior: és el més voluminós. Envia preferentment les seves cordes tendínies a la valva anterior. La seva base està a la part mitjana de la cara anterior
- Músculs papil·lars interns o septals: (són 4 o 5): poc voluminosos. Envien preferentment les seves cordes tendínies a la valva septal. D'ells n'hi ha un molt destacat per la seva localització (just per sota de l'infundibul pulmonar -o con arteriós-). Luschka el va denominar múscul papil·lar del con arteriós. També és conegut com a múscul de Lancisi. Envia les seves cordes tendínies preferentment a la valva septal de la vàlvula tricúspide. És el més constant. És de morfologia cònica i poc voluminós. És un indicador molt vàlid per localitzar allí on comença l'infundíbul pulmonar o con arteriós.
- Músculs papil·lars inferiors (de 4 a 6): molt poc voluminosos. Envien preferentment les seves cordes tendínies a la valva inferior de la vàlvula tricúspide

## Imatges addicionals

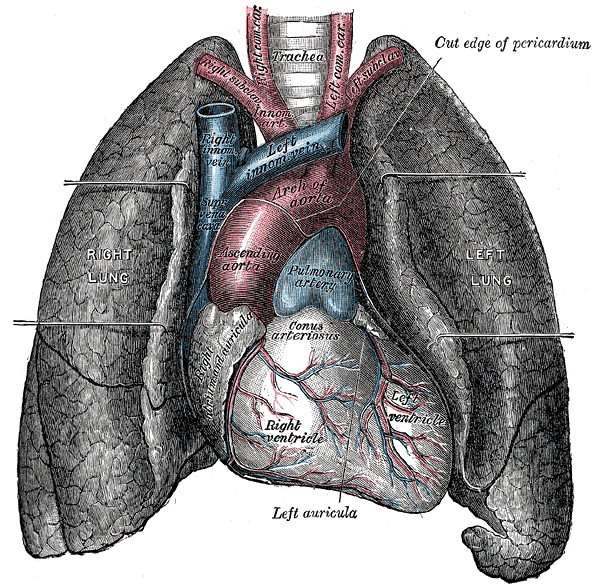
Visió frontal del cor i dels pulmons.
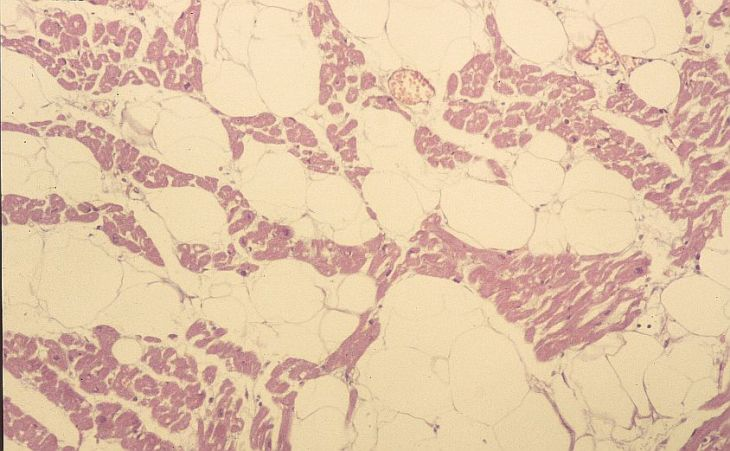
Infiltració adiposa al ventricle dret. Microscopi òptic. 100X. Tinció d'HE